# مهند الجالي
مهند الجالي إعلامي ومقدم برامج ليبي يعمل في قناة بي إن سبورتس العربية. منذ يوليو 2008. حينها كان يبلغ من العمر 24 سنة حينما كانت الشبكة تحمل اسم الجزيرة الرياضية مهند متحصل على دبلوم من كلية الإعلام جامعة طرابلس عمل في قناة الليبية الفضائية وليبيا الرياضية قبل انتقاله إلى الجزيرة الرياضية سنة 2008 يقوم مهند بتقديم استوديو الدوري الإيطالي إلى جانب قيامه بتقديم النشرة الرياضية في القناة.

## الجوائز
- درع التميز لسنة 2012، وذلك خلال مهرجان توزيع جائزة طرابلس سبتيموس الأول للإبداع الفني.[3][4]

## وصلات خارجية
- مهند الجالي - منتديات ستار تايمز
- مهند الجالي المذيع بقناة بي إن سبورت: الخوف سر نجاحي - بوابة الشرق
- الاحتفال بتوزيع جائزة طرابلس سبتيموس للإبداع - صحيفة ليبيا الجديدة
- توزيع جوائز طرابلس سبتيموس للإبداع - وكالة الأنباء الليبية